# كأس الصين 2019
تعتبر بطولة كأس الصين الدولية لكرة القدم 2019 النسخة الثالثة من كأس الصين، وهي بطولة دولية لكرة القدم تقام في الصين سنوياً. عُقدت في الفترة من 21 إلى 25 مارس 2019 في ناننينغ، قوانغشي، في الصين.

## الفرق المشاركة
في 11 فبراير 2019، أُعلن أن تايلاند، وأوروغواي، وأوزبكستان سيشاركون في كأس الصين 2019.
| فريق                 | تصنيفات الفيفا (فبراير 2019) | تصنيفات LITS (يناير 2019) | تقييمات إيلو لكرة القدم العالمية (مارس 2019) |
| -------------------- | ---------------------------- | ------------------------- | -------------------------------------------- |
| الأوروغواي           | 7                            | 6                         | 11                                           |
| الصين (البلد المضيف) | 72                           | 152                       | 77                                           |
| أوزبكستان            | 89                           | 52                        | 56                                           |
| تايلاند              | 115                          | 134                       | 119                                          |

## الملاعب
| ناننينغ                                               |
| مركز قوانغشى الرياضي                                  |
| 22 ° 46′01 ″ N 108 ° 23′17 ″ E ° شمالاً 108.388 ° شرقاً |
| السعة: 60.000                                         |

## حكام المباريات
تم اختيار الحكام التالية أسماؤهم لكأس الصين 2019.
الحكام
- . ما نينغ (الصين)
- . ميلوراد مازيتش (صربيا)
- . سلمان أحمد فالاحي (قطر)
- . محمد الشماري (قطر)

الحكام المساعدون
- . ساو يي (الصين)
- . زانغ تشينغ (الصين)
- . محمد دارمن (قطر)
- . يوسف الشماري (قطر)

## المباريات
جميع الأوقات بالتوقيت المحلي، بتوقيت وسط أمريكا ( UTC + 8 ).

### البطولة
|  | نصف النهائي       | نصف النهائي       |         |                   | النهائي           | النهائي         |
|  |                   |                   |         |                   |                   |                 |
|  | 21 مارس - ناننينغ |                   |         |                   |                   |                 |
|  | الصين             | 0                 |         |                   |                   |                 |
|  | تايلاند           | 1                 |         |                   |                   |                 |
|  |                   |                   |         |                   |                   |                 |
|  |                   |                   |         |                   | 25 مارس - ناننينغ |                 |
|  |                   |                   |         |                   | تايلاند           | 0               |
|  |                   | الأوروغواي        | 4 البطل |                   |                   |                 |
|  |                   |                   |         |                   |                   |                 |
|  |                   |                   |         |                   |                   |                 |
|  |                   |                   |         |                   | المركز الثالث     |                 |
|  | 22 مارس - ناننينغ | 22 مارس - ناننينغ |         | 25 مارس - ناننينغ | 25 مارس - ناننينغ |                 |
|  | أوزبكستان         | 0                 |         | الصين             | 0                 |                 |
|  | الأوروغواي        | 3 <النهائي>       |         |                   | أوزبكستان         | 1 <البارامترات> |

### نصف النهائي
| الصين | 0–1   | تايلاند         |
| ----- | ----- | --------------- |
|       | تقرير | - Chanathip 33' |

| أوزبكستان | 0–3   | الأوروغواي                     |
| --------- | ----- | ------------------------------ |
|           | تقرير | - Pereiro 5' - Stuani 23'، 82' |

### مباراة تحديد المركز الثالث
| الصين | 0–1   | أوزبكستان        |
| ----- | ----- | ---------------- |
|       | تقرير | - Shomurodov 34' |

### النهائي
| تايلاند | 0–4   | الأوروغواي                                         |
| ------- | ----- | -------------------------------------------------- |
|         | تقرير | - Vecino 6' - Pereiro 38' - Stuani 58' - Gómez 88' |

## الهدافون
عدد الأهداف المُسجلة  9 هدفًا  في 4 مباراة، بمتوسط 2.25 هدفًا في المباراة الواحدة.
3 أهداف
- كريستيان ستواني

هدفان
- غاستون بيريرو

هدف
- تشاناتيب سونغكراسين
- إلدور شومورودوف
- ماتياس فيسينو
- ماكسي غوميز

## روابط خارجية
- باللغة الصينية